# 1. Fußball-Club Kaiserslautern 1988-1989
Questa voce raccoglie le informazioni riguardanti il 1. Fußball-Club Kaiserslautern nelle competizioni ufficiali della stagione 1988-1989.

## Stagione
Nella stagione 1988-1989 il Kaiserslautern, allenato da Josef Stabel, concluse il campionato di Bundesliga al 9º posto. In Coppa di Germania il Kaiserslautern fu eliminato ai quarti di finale dallo Stoccarda.

## Rosa
| N. |                        | Ruolo | Calciatore      |
| -- | ---------------------- | ----- | --------------- |
|    | Germania (bandiera)    | P     | Gerald Ehrmann  |
|    | Germania (bandiera)    | P     | Michael Serr    |
|    | Stati Uniti (bandiera) | D     | Tom Dooley      |
|    | Germania (bandiera)    | D     | Karl-Heinz Emig |
|    | Germania (bandiera)    | D     | Franco Foda     |
|    | Germania (bandiera)    | D     | Kay Friedmann   |
|    | Germania (bandiera)    | D     | Jürgen Groh     |
|    | Germania (bandiera)    | D     | Herbert Hoos    |
|    | Germania (bandiera)    | D     | Markus Kranz    |
|    | Germania (bandiera)    | D     | Roger Lutz      |
|    | Germania (bandiera)    | D     | Axel Roos       |
|    | Germania (bandiera)    | D     | Michael Schulz  |

| N. |                     | Ruolo | Calciatore     |
| -- | ------------------- | ----- | -------------- |
|    | Germania (bandiera) | C     | Mario Basler   |
|    | Germania (bandiera) | C     | Frank Hartmann |
|    | Germania (bandiera) | C     | Frank Lelle    |
|    | Germania (bandiera) | C     | Markus Schupp  |
|    | Germania (bandiera) | C     | Michael Sommer |
|    | Germania (bandiera) | C     | Wolfram Wuttke |
|    | Germania (bandiera) | A     | Sergio Allievi |
|    | Germania (bandiera) | A     | Uwe Eckel      |
|    | Germania (bandiera) | A     | Jürgen Giehl   |
|    | Germania (bandiera) | A     | Markus Hery    |
|    | Germania (bandiera) | A     | Harald Kohr    |
|    | Germania (bandiera) | A     | Bruno Labbadia |

## Organigramma societario
Area tecnica
- Allenatore: Josef Stabel
- Allenatore in seconda:
- Preparatore dei portieri:
- Preparatori atletici:

## Calciomercato

### Sessione estiva
| Acquisti | Acquisti        | Acquisti          | Acquisti |
| R.       | Nome            | da                | Modalità |
| -------- | --------------- | ----------------- | -------- |
| D        | Tom Dooley      | Homburg           |          |
| D        | Karl-Heinz Emig | Darmstadt         |          |
| D        | Roger Lutz      | Kaiserslautern II |          |

| Cessioni | Cessioni          | Cessioni          | Cessioni |
| R.       | Nome              | a                 | Modalità |
| -------- | ----------------- | ----------------- | -------- |
| C        | Fabrizio Hayer    | Karlsruhe         |          |
| D        | Hans-Werner Moser | Amburgo           |          |
| D        | Wolfgang Wolf     | Kickers Stoccarda |          |

### Sessione invernale
| Acquisti | Acquisti       | Acquisti | Acquisti |
| R.       | Nome           | da       | Modalità |
| -------- | -------------- | -------- | -------- |
| A        | Bruno Labbadia | Amburgo  |          |

| Cessioni | Cessioni         | Cessioni        | Cessioni |
| R.       | Nome             | a               | Modalità |
| -------- | ---------------- | --------------- | -------- |
| D        | Stefan Emmerling | Wattenscheid 09 |          |

## Risultati

### Bundesliga

#### Girone di andata
| Arbitro: | Fux |

|                                                    |           |            |
| Hochstätter 45’ Dreßen 50’ Winkhold 66’ Krauss 90’ | Marcatori | 26’ Schulz |

| Kaiserslautern 30 luglio 1988, ore 15:30 CEST 2ª giornata | Kaiserslautern | 0 – 0 referto | Werder Brema | Fritz-Walter-Stadion (21 200 spett.)\| Arbitro: \| Kautschor \| |
| Arbitro:                                                  | Kautschor      |               |              |                                                                 |

| Arbitro: | Amerell |

|            |           |            |
| Möller 33’ | Marcatori | 90’ Schupp |

| Kaiserslautern 20 agosto 1988, ore 15:30 CEST 4ª giornata | Kaiserslautern | 0 – 0 referto | Hannover 96 | Fritz-Walter-Stadion (18 800 spett.)\| Arbitro: \| Boos \| |
| Arbitro:                                                  | Boos           |               |             |                                                            |

| Arbitro: | Richmann |

|                                                                  |           |          |
| Augenthaler 43’ Wohlfarth 45’ Ekström 59’ Thon 62’ Nachtweih 90’ | Marcatori | 83’ Kohr |

| Arbitro: | Assenmacher |

|                                                      |           |  |
| Dooley 3’, 68’ Schupp 20’ Roos 33’, 44’ Hartmann 88’ | Marcatori |  |

| Arbitro: | Weber |

|          |           |              |
| Duve 49’ | Marcatori | 76’ Hartmann |

| Arbitro: | Neuner |

|                   |           |             |
| Schupp 86’ (rig.) | Marcatori | 60’ Steiner |

| Arbitro: | Strigel |

|                                     |           |         |
| Funkel 16’ Steffen 46’ Nijskens 54’ | Marcatori | 4’ Kohr |

| Arbitro: | Osmers |

|                     |           |           |
| Wuttke 37’ Kohr 53’ | Marcatori | 6’ Dusend |

| Arbitro: | Wittke |

|                      |           |  |
| Leifeld 73’ Kree 89’ | Marcatori |  |

| Arbitro: | Kriegelstein |

|                                    |           |  |
| Hartmann 59’ Wuttke 70’ Schulz 87’ | Marcatori |  |

| Arbitro: | Pauly |

|                                                     |           |         |
| Glesius 27’ Harforth 44’ (rig.) Simmes 71’ Süss 89’ | Marcatori | 9’ Kohr |

| Arbitro: | Mierswa |

|                                                   |           |             |
| Kohr 22’, 47’, 76’ Hartmann 55’ Hoos 78’ Emig 83’ | Marcatori | 16’ Gaudino |

| Kaiserslautern 19 novembre 1988, ore 15:00 CET 15ª giornata | Kaiserslautern | 0 – 0 referto | Amburgo | Fritz-Walter-Stadion (23 000 spett.)\| Arbitro: \| Muhmenthaler \| |
| Arbitro:                                                    | Muhmenthaler   |               |         |                                                                    |

| Arbitro: | Kriegelstein |

|  |           |                                        |
|  | Marcatori | 9’, 55’ Wuttke 58’ Hartmann 90’ Schupp |

| Kaiserslautern 2 dicembre 1988, ore 20:00 CET 17ª giornata | Kaiserslautern | 0 – 0 referto | Bayer Leverkusen | Fritz-Walter-Stadion (21 600 spett.)\| Arbitro: \| Schmidhuber \| |
| Arbitro:                                                   | Schmidhuber    |               |                  |                                                                   |

#### Girone di ritorno
| Kaiserslautern 18 febbraio 1989, ore 15:30 CET 18ª giornata | Kaiserslautern | 0 – 0 referto | Borussia M'gladbach | Fritz-Walter-Stadion (24 460 spett.)\| Arbitro: \| Zimmermann \| |
| Arbitro:                                                    | Zimmermann     |               |                     |                                                                  |

| Arbitro: | Krug |

|           |           |  |
| Meier 23’ | Marcatori |  |

| Arbitro: | Wiesel |

|                          |           |                       |
| Kohr 12’, 53’ Wuttke 29’ | Marcatori | 25’ Dickel 60’ Möller |

| Hannover 10 marzo 1989, ore 20:00 CET 21ª giornata | Hannover 96 | 0 – 0 referto | Kaiserslautern | Niedersachsenstadion (16 888 spett.)\| Arbitro: \| Birlenbach \| |
| Arbitro:                                           | Birlenbach  |               |                |                                                                  |

| Arbitro: | Umbach |

|          |           |               |
| Roos 16’ | Marcatori | 15’ Nachtweih |

| Arbitro: | Osmers |

|                      |           |  |
| Wolf 17’ Schüler 89’ | Marcatori |  |

| Arbitro: | Löwer |

|              |           |  |
| Labbadia 83’ | Marcatori |  |

| Arbitro: | Wittke |

|                                 |           |                       |
| Görtz 40’ Littbarski 90’ (rig.) | Marcatori | 62’ Kohr 88’ Labbadia |

| Arbitro: | Brehm |

|                     |           |  |
| Wuttke 30’ Kohr 61’ | Marcatori |  |

| Arbitro: | Richmann |

|            |           |          |
| Kristl 37’ | Marcatori | 88’ Kohr |

| Arbitro: | Heitmann |

|                                  |           |  |
| Kohr 26’ Sommer 35’ Labbadia 89’ | Marcatori |  |

| Arbitro: | Harder |

|                                     |           |                         |
| Eckstein 45’, 62’ Körbel 84’ (rig.) | Marcatori | 51’ Wuttke 86’ Labbadia |

| Arbitro: | Weber |

|              |           |                      |
| Labbadia 51’ | Marcatori | 37’ Spies 49’ Simmes |

| Arbitro: | Krug |

|                               |           |          |
| Klinsmann 52’ Walter 71’, 76’ | Marcatori | 40’ Hoos |

| Arbitro: | Kentsch |

|           |           |             |
| Spörl 56’ | Marcatori | 75’ Allievi |

| Arbitro: | Mierswa |

|  |           |                             |
|  | Marcatori | 39’ Dais 69’ Lux 85’ Bührer |

| Arbitro: | Brehm |

|  |           |                    |
|  | Marcatori | 7’ (rig.) Hartmann |

### Coppa di Germania
| Arbitro: | Scheuerer |

|                     |           |                      |
| Kohr 28’ Schulz 52’ | Marcatori | 90’ (rig.) Bargfrede |

| Arbitro: | Harder |

|                                                       |           |  |
| Kohr 21’ Emig 81’ Schulz 83’ Friedmann 85’ Wuttke 89’ | Marcatori |  |

| Arbitro: | Fux |

|                              |           |                                 |
| Aßmann 55’ (rig.) Collet 64’ | Marcatori | 18’ Kohr 84’ Schulz 90’ Allievi |

| Arbitro: | Kautschor |

|                                                          |           |  |
| Buchwald 9’ Allgöwer 62’ (rig.) Katanec 64’ Schmäler 86’ | Marcatori |  |

## Statistiche

### Statistiche di squadra
| Competizione      | Punti | In casa | In casa | In casa | In casa | In casa | In casa | In trasferta | In trasferta | In trasferta | In trasferta | In trasferta | In trasferta | Totale | Totale | Totale | Totale | Totale | Totale | DR |
| Competizione      | Punti | G       | V       | N       | P       | Gf      | Gs      | G            | V            | N            | P            | Gf           | Gs           | G      | V      | N      | P      | Gf     | Gs     | DR |
| ----------------- | ----- | ------- | ------- | ------- | ------- | ------- | ------- | ------------ | ------------ | ------------ | ------------ | ------------ | ------------ | ------ | ------ | ------ | ------ | ------ | ------ | -- |
| Bundesliga        | 33    | 17      | 8       | 7       | 2       | 29      | 11      | 17           | 2            | 6            | 9            | 18           | 33           | 34     | 10     | 13     | 11     | 47     | 44     | +3 |
| Coppa di Germania | -     | 2       | 2       | 0       | 0       | 7       | 1       | 2            | 1            | 0            | 1            | 3            | 6            | 4      | 3      | 0      | 1      | 10     | 7      | +3 |
| Totale            | 33    | 19      | 10      | 7       | 2       | 36      | 12      | 19           | 3            | 6            | 10           | 21           | 39           | 38     | 13     | 13     | 12     | 57     | 51     | +6 |

### Andamento in campionato
| Giornata  | 1  | 2  | 3  | 4  | 5  | 6  | 7  | 8  | 9  | 10 | 11 | 12 | 13 | 14 | 15 | 16 | 17 | 18 | 19 | 20 | 21 | 22 | 23 | 24 | 25 | 26 | 27 | 28 | 29 | 30 | 31 | 32 | 33 | 34 |
| --------- | -- | -- | -- | -- | -- | -- | -- | -- | -- | -- | -- | -- | -- | -- | -- | -- | -- | -- | -- | -- | -- | -- | -- | -- | -- | -- | -- | -- | -- | -- | -- | -- | -- | -- |
| Luogo     | T  | C  | T  | C  | T  | C  | T  | C  | T  | C  | T  | C  | T  | C  | C  | T  | C  | C  | T  | C  | T  | C  | T  | C  | T  | C  | T  | C  | T  | C  | T  | T  | C  | T  |
| Risultato | P  | N  | N  | N  | P  | V  | N  | N  | P  | V  | P  | V  | P  | V  | N  | V  | N  | N  | P  | V  | N  | N  | P  | V  | N  | V  | N  | V  | P  | P  | P  | N  | P  | V  |
| Posizione | 17 | 16 | 16 | 14 | 16 | 12 | 11 | 13 | 14 | 13 | 13 | 12 | 12 | 12 | 12 | 11 | 11 | 11 | 12 | 10 | 12 | 12 | 12 | 10 | 9  | 8  | 8  | 8  | 8  | 8  | 10 | 9  | 10 | 9  |

Legenda:

Luogo: C = Casa; T = Trasferta. Risultato: V = Vittoria; N = Pareggio; P = Sconfitta.

### Statistiche dei giocatori
| Giocatore    | Bundesliga | Bundesliga | Bundesliga  | Bundesliga | Coppa di Germania | Coppa di Germania | Coppa di Germania | Coppa di Germania | Totale   | Totale | Totale      | Totale     |
| Giocatore    | Presenze   | Reti       | Ammonizioni | Espulsioni | Presenze          | Reti              | Ammonizioni       | Espulsioni        | Presenze | Reti   | Ammonizioni | Espulsioni |
| ------------ | ---------- | ---------- | ----------- | ---------- | ----------------- | ----------------- | ----------------- | ----------------- | -------- | ------ | ----------- | ---------- |
| S. Allievi   | 29         | 1          | 1           | 0          | 3                 | 1                 | 0                 | 0                 | 32       | 2      | 1           | 0          |
| M. Basler    | 1          | 0          | 0           | 0          | 1                 | 0                 | 0                 | 0                 | 2        | 0      | 0           | 0          |
| T. Dooley    | 24         | 2          | 1           | 0          | 2                 | 0                 | 1                 | 0                 | 26       | 2      | 2           | 0          |
| U. Eckel     | 2          | 0          | 0           | 0          | 0                 | 0                 | 0                 | 0                 | 2        | 0      | 0           | 0          |
| G. Ehrmann   | 33         | 0          | 1           | 1          | 4                 | 0                 | 0                 | 0                 | 37       | 0      | 1           | 1          |
| K. Emig      | 30         | 1          | 6           | 0          | 4                 | 1                 | 1                 | 0                 | 34       | 2      | 7           | 0          |
| S. Emmerling | 6          | 0          | 0           | 0          | 0                 | 0                 | 0                 | 0                 | 6        | 0      | 0           | 0          |
| F. Foda      | 28         | 0          | 0           | 2          | 3                 | 0                 | 1                 | 0                 | 31       | 0      | 1           | 2          |
| K. Friedmann | 31         | 0          | 6           | 0          | 4                 | 1                 | 0                 | 0                 | 35       | 1      | 6           | 0          |
| J. Giehl     | 1          | 0          | 0           | 0          | 0                 | 0                 | 0                 | 0                 | 1        | 0      | 0           | 0          |
| J. Groh      | 21         | 0          | 1           | 0          | 4                 | 0                 | 0                 | 1                 | 25       | 0      | 1           | 1          |
| F. Hartmann  | 34         | 6          | 1           | 0          | 4                 | 0                 | 0                 | 0                 | 38       | 6      | 1           | 0          |
| M. Hery      | 1          | 0          | 0           | 0          | 0                 | 0                 | 0                 | 0                 | 1        | 0      | 0           | 0          |
| H. Hoos      | 23         | 2          | 1           | 0          | 3                 | 0                 | 0                 | 0                 | 26       | 2      | 1           | 0          |
| H. Kohr      | 29         | 13         | 2           | 0          | 4                 | 3                 | 0                 | 0                 | 33       | 16     | 2           | 0          |
| M. Kranz     | 1          | 0          | 0           | 0          | 0                 | 0                 | 0                 | 0                 | 1        | 0      | 0           | 0          |
| B. Labbadia  | 17         | 5          | 1           | 0          | 1                 | 0                 | 0                 | 0                 | 18       | 5      | 1           | 0          |
| F. Lelle     | 1          | 0          | 0           | 0          | 0                 | 0                 | 0                 | 0                 | 1        | 0      | 0           | 0          |
| R. Lutz      | 3          | 0          | 0           | 0          | 0                 | 0                 | 0                 | 0                 | 3        | 0      | 0           | 0          |
| A. Roos      | 27         | 3          | 9           | 0          | 3                 | 0                 | 1                 | 0                 | 30       | 3      | 10          | 0          |
| M. Schulz    | 21         | 2          | 7           | 0          | 3                 | 3                 | 0                 | 0                 | 24       | 5      | 7           | 0          |
| M. Schupp    | 27         | 4          | 5           | 0          | 4                 | 0                 | 0                 | 0                 | 31       | 4      | 5           | 0          |
| M. Serr      | 2          | 0          | 0           | 0          | 0                 | 0                 | 0                 | 0                 | 2        | 0      | 0           | 0          |
| M. Sommer    | 14         | 1          | 2           | 0          | 0                 | 0                 | 0                 | 0                 | 14       | 1      | 2           | 0          |
| W. Wuttke    | 24         | 7          | 5           | 0          | 4                 | 1                 | 1                 | 0                 | 28       | 8      | 6           | 0          |